# 300メートル競走
300メートル競走（300メートルきょうそう、英語: 300 metres）は、300メートルをいかに短い時間で走るかを競う陸上競技のトラック種目で、短距離走に分類される。競技会や関係者の間では300mや300メートルと略される場合がほとんどである。
記録は公認されているが正式種目ではない。競技会でもほとんど目にすることは無い。実際には普段のトレーニングにおいて多く採用されているものであり、200メートル競走の後半の持続力の強化や400メートル競走の基礎走力の養成において重要な意味合いを持つものとして広く認知されている。日本では1968年から日本記録として公認している。
自衛隊では救難員の選抜試験において300メートル走のタイムが64.9秒以内とされている。

## 男子
| 記録   | タイム | 名前                           | 所属                       | 日付           |
| ------ | ------ | ------------------------------ | -------------------------- | -------------- |
| 世界   | 30秒69 | レツィレ・テボゴ               | ボツワナ                   | 2024年2月17日  |
| 世界Jr | 31秒61 | クラレンス・ムニャイ           | 南アフリカ共和国           | 2017年6月28日  |
| アジア | 32秒20 | 今泉堅貴                       | 日本                       | 2024年10月11日 |
| 日本   | 32秒20 | 今泉堅貴                       | team SSP                   | 2024年10月11日 |
| 高校   | 32秒58 | マルティネス・ブランドンボイド | 四国学院大学香川西高等学校 | 2024年10月11日 |

## 女子
| 記録   | タイム | 名前                     | 所属                 | 日付           |
| ------ | ------ | ------------------------ | -------------------- | -------------- |
| 世界   | 34秒41 | ショーナ・ミラー＝ウイボ | バハマ               | 2019年6月28日  |
| 世界Jr | 35秒83 | ジャミーシア・フォード   | アメリカ合衆国       | 2023年12月8日  |
| アジア | 35秒85 | サルワ・イード・ナセル   | バーレーン           | 2025年8月9日   |
| 日本   | 36秒93 | 松本奈菜子               | 東邦銀行             | 2024年10月12日 |
| 高校   | 37秒89 | 青山聖佳                 | 島根県立松江商業高校 | 2013年4月21日  |

## 世界歴代10傑
|    | タイム  | 名前                       | 所属             | 日付          |
| -- | ------- | -------------------------- | ---------------- | ------------- |
| 1  | 30秒69  | レツィレ・テボゴ           | ボツワナ         | 2024年2月17日 |
| 2  | 30秒81  | ウェイド・バンニーキルク   | 南アフリカ共和国 | 2017年6月9日  |
| 3  | 30秒85A | マイケル・ジョンソン       | アメリカ合衆国   | 2000年3月22日 |
| 4  | 30秒97  | ウサイン・ボルト           | ジャマイカ       | 2010年5月2日  |
| 5  | 31秒23  | ラショーン・メリット       | アメリカ合衆国   | 2016年6月8日  |
| 6  | 31秒44  | アイザック・マクワラ       | ボツワナ         | 2017年6月9日  |
| 7  | 31秒48  | ロベルト・ヘルナンデス     | キューバ         | 1990年9月12日 |
| 7  | 31秒48  | ダニー・エベレット         | アメリカ合衆国   | 1990年9月12日 |
| 9  | 31秒52  | スティーヴン・ガーディナー | バハマ           | 2022年5月14日 |
| 10 | 31秒56  | Douglas WALKER             | イギリス         | 1998年7月19日 |

|    | タイム  | 名前                         | 所属           | 日付          |
| -- | ------- | ---------------------------- | -------------- | ------------- |
| 1  | 34秒41  | ショーナ・ミラー＝ウイボ     | バハマ         | 2019年6月28日 |
| 2  | 34秒60  | ベアトリス・マシリンギ       | ナミビア       | 2023年2月18日 |
| 3  | 35秒16  | マリレイディ・パウリノ       | ドミニカ共和国 | 2023年3月17日 |
| 4  | 35秒30A | アナ・ゲバラ                 | メキシコ       | 2003年5月3日  |
| 5  | 35秒45i | イリーナ・プリワロワ         | ロシア         | 1993年1月17日 |
| 8  | 35秒46  | キャシー・クック             | イギリス       | 1984年8月18日 |
| 8  | 35秒46  | チャンドラ・チーズボロー     | アメリカ合衆国 | 1984年8月18日 |
| 8  | 35秒46  | ヘンリエッテ・イェーゲル     | ノルウェー     | 2024年5月22日 |
| 9  | 35秒48  | スベトラーナ・ゴンチャレンコ | ロシア         | 1998年2月4日  |
| 10 | 35秒52  | ナタリア・カチマレク         | ポーランド     | 2024年1月30日 |